# LG Optimus Black
LG Optimus Black (noto anche come P970) è uno smartphone che funziona tramite il sistema operativo Android di Google Inc.. Esso possiede un processore Texas Instruments ARM a 1 GHz e 1 GB di memoria interna.

## Schermo
Il dispositivo monta un display LCD da 4" creato dalla stessa LG Electronics denominato "Nova Display". Questo ha una luminosità che arriva fino a 700 nit e che dovrebbe garantire consumi ridotti del 30% in meno rispetto ai tradizionali LCD in modalità schermo acceso e fino al 50% in meno rispetto a display di tipo Super-AMOLED nella modalità di navigazione web.
Questo telefonino presenta particolari funzionalità multimediali, avendo la capacità di supportare il formato HD (720p) sia creando video HD sia potendo riprodurre qualunque video HD su uno schermo ad alta risoluzione (480 x 800 pixel).
Altra particolarità di questo telefonino è che permette di vedere film HD in streaming, immagini e musica connettendosi via wireless ad un qualunque dispositivo attraverso il protocollo DLNA.

## Fotocamera
Il dispositivo monta due fotocamere: quella frontale da 2 MP (la prima al mondo con questa definizione, per effettuare videochiamte in HD) e quella posteriore da 5 MP con capacità di girare video in HD a 720p, con geotagging e con la quale si possono scattare foto e condividerle direttamente sui siti di Social Networking di Internet.

## Spessore e Massa
Il dispositivo vanta 9,4 mm di spessore nella parte più spessa e soli 7 mm in quella meno spessa piazzandosi così nell'élite degli smartphone più sottili al mondo preceduto soltanto (in ordine) dal Motorola Razr, dal Nec Medias, dai due Sony Ericsson Experia Arc (prima versione e la S) e dal Samsung Galaxy S II.
Si piazza anche tra i dispositivi meno pesanti della categoria smartphone evoluti, dato che pesa solamente 109 g.

## Connettività
A livello di connettività, questo telefonino supporta la maggior parte delle reti, tra cui HSDPA, HSUPA, Wi-Fi (classi b/g/n) con supporto "Wi-Fi Direct", Bluetooth 3.0 e A-GPS.
Tramite la funzionalità "On-Screen Phone", si può comandare il telefonino direttamente dal proprio PC, quindi si può usare la tastiera del computer per scrivere messaggi SMS e E-Mail e si possono copiare i file dal computer al telefonino tramite la funzionalità "Drag and drop".

## Software
Al momento del lancio, il telefonino possiede la versione 2.2 di Android (nome in codice "Froyo"). Questo telefonino però potrà essere aggiornato alla versione 2.3 di Android Gingerbread. Come per il Dual e il 3D ci sono state numerose polemiche riguardo al mancato aggiornamento, che, dopo mesi d'attesa, il 31 ottobre 2011 LG ha ufficializzato per il 28 novembre 2011. È stato finalmente distribuito il nuovo firmware Gingerbread 2.3.4, il 30 gennaio 2012.
L'aggiornamento ufficiale ad Ice Cream Sandwich, inizialmente previsto per il terzo quadrimestre del 2012, è stato distribuito il 10 dicembre 2012.
È inoltre possibile aggiornarlo alla versione 4.4 di Android in via non-ufficiale grazie alla ROM NameLess

## Trucchi / Suggerimenti
- Nel telefonino LG Optimus Black esiste un menu nascosto creato da LG, ovvero una sorta di menù di servizio per variare alcune opzioni e per effettuare dei test sul telefonino. Per accedere al suddetto menù nascosto, basta digitare il codice "3845#*970#" (senza i doppi apici) sul tastierino numerico del telefonino.
- È possibile scattare foto dello schermo (screenshots) premendo contemporaneamente i tasti accensione e volume down (versione firmware V30B Ice Cream 4.0.4); le foto verranno salvate nella SD (path: /mnt/sdcard/Pictures/Screenshots) e saranno visibili direttamente nella Gallery (album Screenshots). Per le versioni precedenti del firmware usare i tasti accensione e home. Per la versione V30B Ice Cream 4.0.4 è possibile usare anche QuickMemo; tuttavia le foto conterranno il logo QuickMemo nell'angolo in basso a destra della foto.